# Emilio Pallavicini
Le marquis Emilio Pallavicini di Priola (né à Gênes le 8 novembre 1823, mort à Rome le 15 novembre 1901) est un homme politique et un militaire italien.
Sénateur du royaume d'Italie lors de la XIIIe législature, il mène une longue carrière dans l'armée royale à partir de 1848. Il est connu pour avoir mis fin à l'expédition de Giuseppe Garibaldi sur l'Aspromonte le 29 août 1862 et pour avoir étouffé diverses révoltes de brigands, surtout dans la région de Volture, contre les bandes emmenées par Carmine Crocco.

## Biographie
Élève à l'académie militaire de Turin, Emilio Pallavicini est admis en 1842 comme officier dans l'armée sarde. En 1848, il passe au corps des bersagliers et prend part la première guerre d'indépendance italienne ainsi qu'à la reprise des combats qui mènent à la défaite de Novara. En 1849, il prend part à la répression de Gênes, insurgée après l'armistice avec l'empire d'Autriche. Il participe à la guerre de Crimée avec la 18e compagnie.
Par la suite, il participe à la deuxième guerre d'indépendance italienne, avec le grade de capitaine. À Casale Monferrato, il s'oppose victorieusement avec la 18e compagnie de bersagliers associée avec un corps de garibaldiens, à l'avancée des troupes autrichiennes. Au cours de la bataille de San Martino, il est blessé et reçoit la médaille de l'ordre militaire de Savoie ainsi qu'une promotion.
Il prend part à la conquête des Marches et de l'Ombrie avec le 16e bataillon. Il est promu, sur le champ de bataille, lieutenant colonel pour la prise de Pérouse. Le 20 mars 1861, lors du siège de la forteresse de Civitella del Tronto, la dernière conquise du royaume des Deux-Siciles, il est décoré de la médaille d'or.
Le 29 août 1862, il mène la colonne qui, à Aspromonte, arrête l'expédition que Garibaldi a entreprise depuis la Sicile afin de conquérir Rome. Il commande l'attaque durant laquelle celui-ci est blessé. Après avoir surmonté l'opposition des volontaires garibaldiens, Pallavicini se présente à Garibaldi dont il obtient la reddition, et qu'il arrête.
L'année suivante, avec le grade de général, il prend le commandement de la brigade Como. De 1863 à 1864, Pallavicini, avec l'aide du brigand renégat Giuseppe Caruso, réalise une sanguinaire répression contre les bandes commandées par Carmine Crocco qui conduit à de nombreuses arrestations et exécutions dans la zone de Vulture-Melfese.
En 1866, au cours de la troisième guerre d'indépendance italienne, il commande l'avant garde sur le Pô constituée de 10 bataillons de bersagliers. Par la suite, il remplace Medici dans le corps de Palerme et, en 1870, après la prise de Rome, il commande le corps de Rome.
Le 15 février 1880, Pallavicini est nommé sénateur par Humbert Ier d'Italie.

## Évocation littéraire
Pallavicini apparaît sous les traits du colonel Pallavicino, lors de la soirée de bal décrite dans l'ouvrage Le Guépard écrit par Lampedusa :

« Évoqué, créé presque par les paroles flatteuses et par les cogitations encore plus flatteuses, le Colonel apparut dans l'escalier. Il avançait avec un tintement de breloques, chaînettes, éperons et décorations dans son uniforme rembourré à plastron croisé, son chapeau empanaché sous le bras, son sabre recourbé appuyé sur son poignet gauche : c'était un homme du monde avec des manières pleines de rondeurs, spécialisé, comme désormais toute l'Europe le savait, en baisemains denses de signification ; […] Sa sentimentalité mâle ravissait ces dames que les coups de fusil de ses bersagliers avaient déjà rassurés. »

Dans le même ouvrage, la rencontre entre Fabrizio Corbera, prince de Salina et le colonel Pallavicino donne l'occasion à l'auteur de faire raconter par le colonel la bataille de l'Aspromonte. C'est au cours de cette bataille que le général Garibaldi fut blessé et fait prisonnier par les soldats du colonel Pallavicini.

## Sources
- (it) Cet article est partiellement ou en totalité issu de l’article de Wikipédia en italien intitulé « Emilio Pallavicini » (voir la liste des auteurs).